# Nelson Vargas (futbolista)
Nelson Vargas (Holyoke, Massachusetts, Estados Unidos; 6 de agosto de 1974) es un exfutbolista y entrenador estadounidense.
Como jugador se desempeñaba de delantero y jugó cinco temporadas en la Major League Soccer, además fue internacional absoluto en cuatro encuentros por la selección de Estados Unidos entre 1991 y 1994. Fue parte del equipo de fútbol que jugó en los Juegos Olímpicos de 1996.

## Trayectoria
Comenzó a jugar al fútbol desde que estaba en el colegio, y a los 16 años probó suerte en clubes europeos y firmó su primer contrato profesional en el Standard Liege de Bélgica.
Fue seleccionado por el Tampa Bay Mutiny en el Draft inaugural de la MLS 1996, club donde jugó por dos temporadas. Se cambió al Miami Fusion, quienes eligieron al delantero en el Draft de expansión de 1997. Lamentablemente, una dura lesión en el tobillo derecho terminó su carrera y fue desvinculado del Miami en noviembre del 2000.

### Selección nacional
A nivel juvenil fue parte de la selección sub-17 y sub-20 de la selección de Estados Unidos.
Debutó con la selección adulta de Estados Unidos el 14 de septiembre de 1991 contra Jamaica. Volvió a jugar a nivel internacional en 1994 en la derrota ante Trinidad y Tobago.
En 1996 Bruce Arena citó a Vargas para ser parte del plantel que jugó en los Juegos Olímpicos de 1996. Los americanos no lograron pasar a la segunda ronda.

## Como entrenador
Desde 2017 comenzó su carrera como entrenador, y en noviembre de 2019 fue nombrado primer entrenador del Miami FC, cargo que ocupó hasta agosto de 2020.

## Clubes

### Como jugador
| Club             | País           | Año       |
| ---------------- | -------------- | --------- |
| Tampa Bay Mutiny | Estados Unidos | 1996-1997 |
| Miami Fusion     | Estados Unidos | 1998-2000 |

### Como entrenador
| Club                          | País           | Año       |
| ----------------------------- | -------------- | --------- |
| Miami FC (segundo entrenador) | Estados Unidos | 2017-2019 |
| Miami FC                      | Estados Unidos | 2019-2020 |

## Palmarés

### Títulos nacionales
| Título             | Club             | País           | Año  |
| ------------------ | ---------------- | -------------- | ---- |
| Supporters' Shield | Tampa Bay Mutiny | Estados Unidos | 1996 |

## Actor
En 2005, Vargas interpretó a John Souza en la película The Game of Their Lives, que relata la victoria de los Estados Unidos sobre Inglaterra en la Copa Mundial de 1950.